# Drunken Babble
Drunken Babble ist das erste Mixtape und zugleich das Debütalbum der kolumbianisch-US-amerikanischen Sängerin Kali Uchis. Es erschien am 1. August 2012 im Format einer CD, einer Kassette sowie eines digitalen Downloads. Alle 17 Titel wurden von Uchis selbst geschrieben, produziert und aufgenommen. Es ist das bisher einzige Mixtape der Sängerin.

## Hintergrund und Entstehung
Nach ihrem Abschluss an der T. C. Williams High School in Alexandria, Virginia, zog Kali Uchis im Alter von 17 Jahren aus ihrem Elternhaus aus. Sie lebte abwechselnd in ihrem Auto und auch bei Freuden. Um sich den Unterhalt zu sichern, arbeitete Uchis in Schichten in einem Lebensmittelgeschäft. Ihre Freizeit verbrachte sie oft damit, um Liedtexte zu schreiben und eigene Musik zu komponieren. Zudem besaß Uchis ein Keyboard, auf dem sie diese dann einspielte. Einige der Stücke sollten Bestandteil ihres ersten Mixtapes werden.
Die Sängerin produzierte insgesamt siebzehn Tracks mit unterschiedlichen Laufzeiten. Der längste Track, What They Say, dauert 9 Minuten, der kürzeste ist He Unkin mit nur 29 Sekunden. Es besitzt unterschiedliche Stile, darunter Hip-Hop, R&B, Soul und Funk. Uchis selbst bezeichnet das Album als „genreverachtend“.

## Rezeption
Das Mixtape wurde überwiegend positiv bewertet. So schrieb die Zeitung The Michigan Daily über das Werk der Sängerin: „Mit Einflüssen, die von Doo-Woop über Reggae bis hin zu Rhythm & Blues der frühen 2000er Jahre reichen, ist Drunken Babble eine reine Freshman-Veröffentlichung; ein Stück von elektrischer Popmusik, welches man an einem ruhigen Nachmittag in der Sonne sitzend hört. Man starrt dabei in den blauen Himmel; der Geruch von Marihuana liegt in der Luft“. […] „Obwohl die ersten vier Titel des Albums etwas glanzlos sind, besitzt der fünfte Track T.I.W.Y.G etwas von einem 70er-Jahre-Groove. Dieser bestimmt die übrigen Tracks und lässt sie nicht mehr los. Die ruhige, gefühlvolle Stimme von Uchis ist gewissermaßen ansteckend und landet überraschenderweise in einem effektiven Stil irgendwo zwischen Erykah Badu und Kitty Pryde“. […] „Ihre Ästhetik spiegelt die entspannte Atmosphäre ihrer Musik wider“. […] „Aber der vielleicht mit Abstand beeindruckendste Aspekt dieses Mixtapes ist, dass Uchis alle Tracks selbst produziert hat. Es gibt nur zwei oder drei Songs, die die Tatsache verraten, dass die die erste Veröffentlichung einer erst 19-Jährigen Frau sind; der Rest der Tracks zeigt ein unglaubliches Ohr für Sampling und Percussion“.

## Titelliste
| Nr. | Titel               | Songschreiber | Produzent  | Laufzeit |
| --- | ------------------- | ------------- | ---------- | -------- |
| 1.  | Good to You         | Kali Uchis    | Kali Uchis | 2:30     |
| 2.  | Chimichanga         | Kali Uchis    | Kali Uchis | 2:28     |
| 3.  | Mucho Gusto         | Kali Uchis    | Kali Uchis | 1:51     |
| 4.  | Dream               | Kali Uchis    | Kali Uchis | 2:47     |
| 5.  | T.Y.W.I.G           | Kali Uchis    | Kali Uchis | 2:13     |
| 6.  | Table For Two       | Kali Uchis    | Kali Uchis | 2:42     |
| 7.  | You Just Wanna Stay | Kali Uchis    | Kali Uchis | 2:28     |
| 8.  | Never Be Yours      | Kali Uchis    | Klai Uchis | 3:13     |
| 9.  | What They Say       | Kali Uchis    | Kali Uchis | 9:14     |
| 10. | Lean On You         | Kali Uchis    | Kali Uchis | 2:14     |
| 11. | He Unkin            | Kali Uchis    | Kali Uchis | 0:29     |
| 12. | Three Pills         | Kali Uchis    | Kali Uchis | 1:42     |
| 13. | Sunset              | Kali Uchis    | Kali Uchis | 2:03     |
| 14. | Pay Day             | Kali Uchis    | Kali Uchis | 3:40     |
| 15. | Tiger Lily          | Kali Uchis    | Kali Uchis | 1:45     |
| 16. | Rollin Up           | Kali Uchis    | Kali Uchis | 2:16     |
| 17. | inhale              | Kali Uchis    | Kali Uchis | 3:51     |